# Minucia centralis
Minucia centralis là một loài bướm đêm trong họ Erebidae.